# Tündöklőhalfélék
A tündöklőhalfélék (Lampridae) a csontos halak (Osteichthyes) főosztályának sugarasúszójú halak (Actinopterygii) osztályába és a tündöklőhal-alakúak rendjébe tartozó család.

## Rendszerezés
A családba az alábbi 1 nem és 2 faj tartozik
- Lampris (Retzius, 1799) - 2 faj
  - Lampris guttatus
  - Lampris immaculatus